# Karanasa regeli
Karanasa regeli is een vlinder uit de familie van de Nymphalidae uit de onderfamilie van de Satyrinae. De soort is voor het eerst wetenschappelijk beschreven door Sergej Nikolajevitsj Alferaki in een publicatie uit 1881.
De soort komt voor in Oost-Kazachstan en Noordwest-China (Oost-Turkestan).